# Okręg wyborczy Cardiff South
Okręg wyborczy Cardiff South powstał w 1918 r. i wysyłał do brytyjskiej Izby Gmin jednego deputowanego. Okręg położony był w południowej części miasta Cardiff. Został zlikwidowany w 1950 r.

## Deputowani do brytyjskiej Izby Gmin z okręgu Cardiff South
- 1918–1923: James Cory, Partia Konserwatywna
- 1923–1924: Arthur Henderson, Partia Pracy
- 1924–1929: Arthur Evans, Partia Konserwatywna
- 1929–1931: Arthur Henderson, Partia Pracy
- 1931–1945: Arthur Evans, Partia Konserwatywna
- 1945–1950: James Callaghan, Partia Pracy